# أنستاسيا سيبو
أنستاسيا سيبو (بالبرتغالية: Anastácia Sibo‏) مواليد 27 مايو 1982، هي لاعبة كرة يد أنغولية تلعب كمحور. مثلت منتخب أنغولا لكرة اليد للسيدات.

## سجل المنافسة
شاركت في البطولات التالية:
- بطولة العالم لكرة اليد للسيدات 2013